# بیورلیک (کنتاکی)
بیورلیک (به انگلیسی: Beaverlick) یک منطقهٔ مسکونی در ایالات متحده آمریکا است که در شهرستان بون، کنتاکی واقع شده‌است. بیورلیک ۲۲۸٫۹۱ متر بالاتر از سطح دریا واقع شده‌است.